# Basilika Virga Jesse

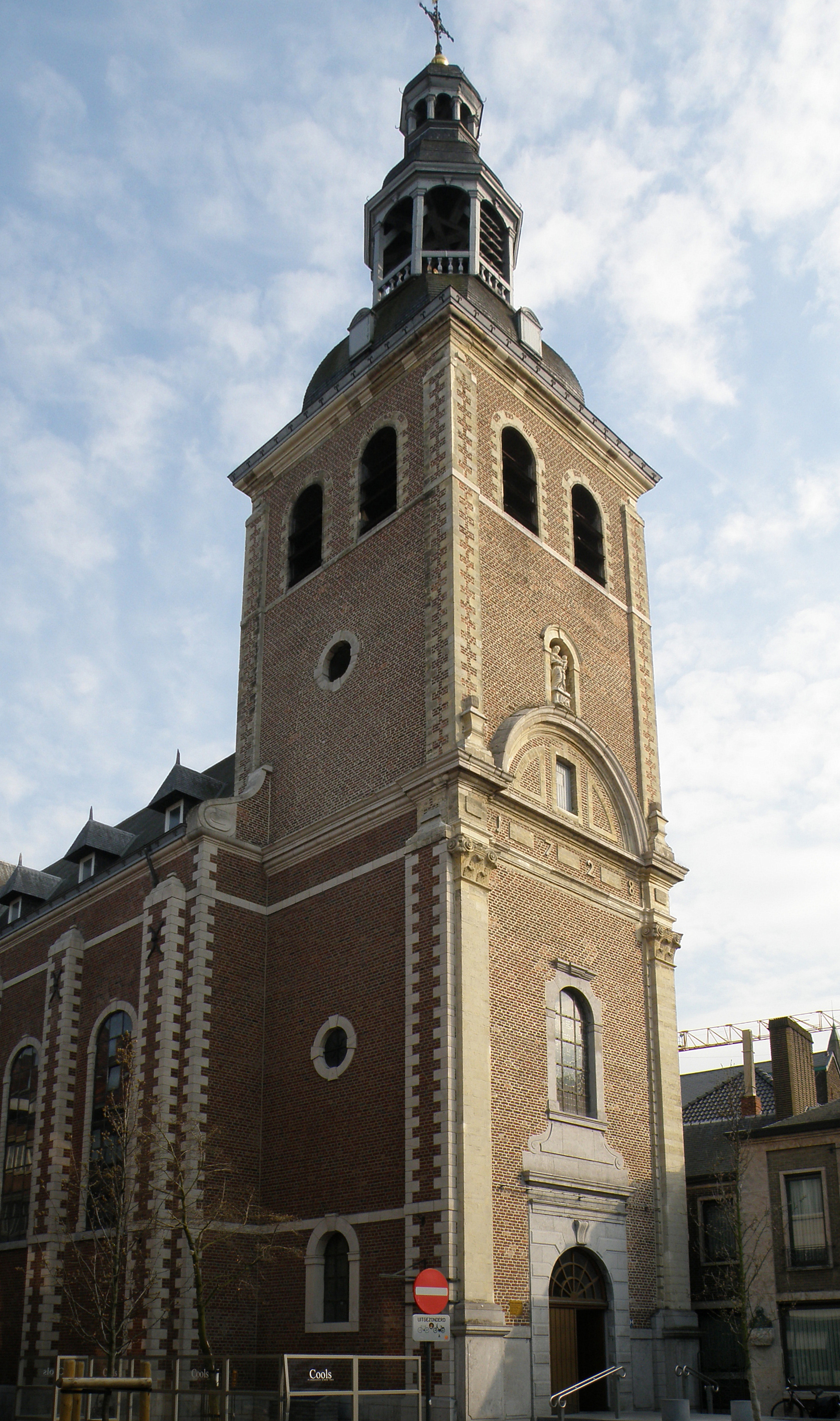
Eingangsfassade der Basilika

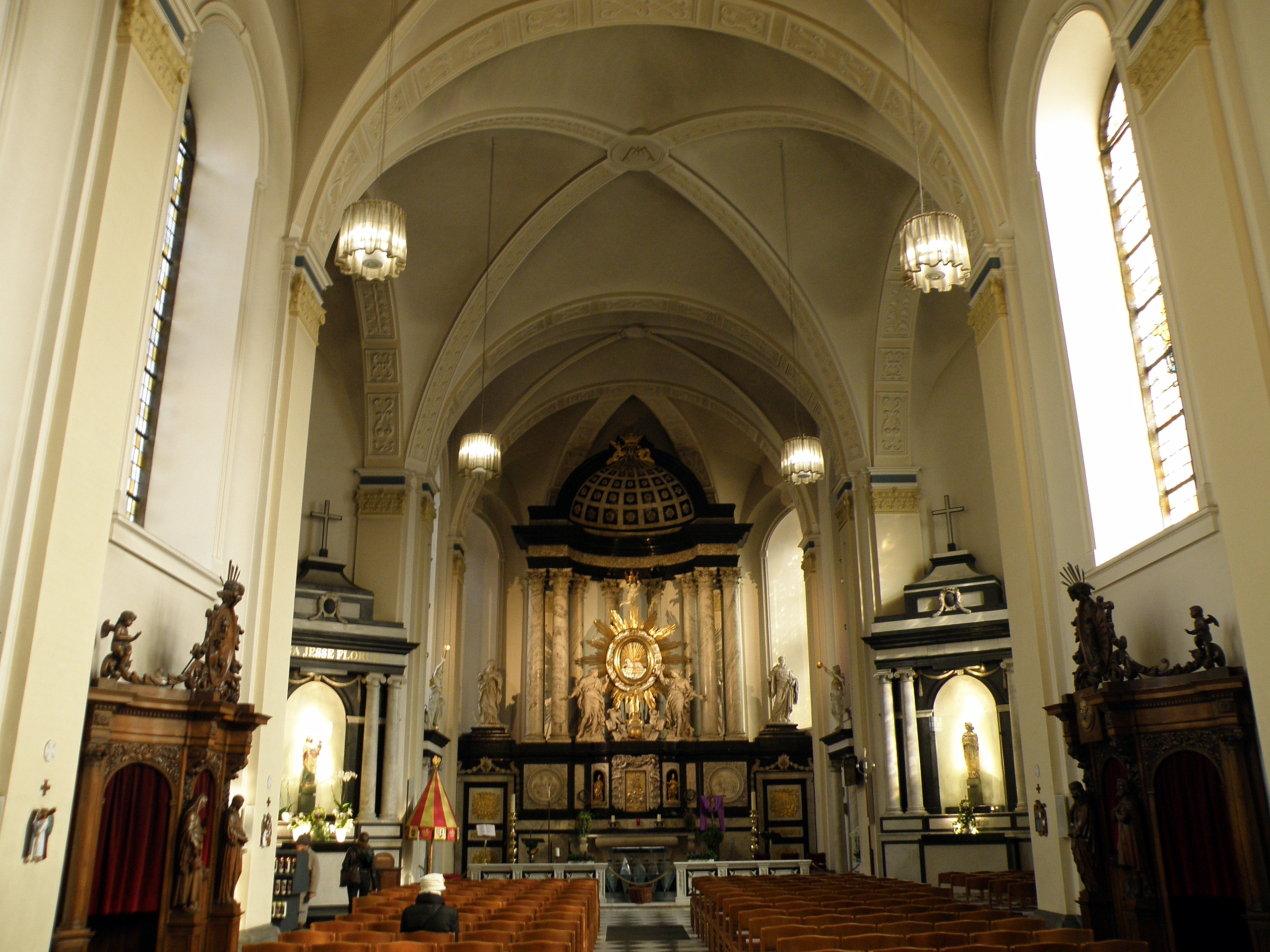
Kirchenschiff mit Altarraum

Die Basilika Virga Jesse (niederländisch Basiliek Virga Jesse; lat.; „Reis Isais“, nach Jes 11,1 ) ist eine römisch-katholische Kirche in Hasselt, Hauptstadt der belgischen Provinz Limburg. Die Liebfrauenkirche des Bistums Hasselt trägt den Titel einer Basilica minor. Sie wurde in der ersten Hälfte des 18. Jahrhunderts in Formen des Barock und Klassizismus erbaut.

## Geschichte
Die Bruderschaft Unserer Lieben Frau baute 1334 die Clerkenkapel zur Verehrung der Marienstatue Virga Jesse. Ab 1727 wurde sie durch eine Kirche im spätbarocken und frühklassizistischen Stil ersetzt. Die Kirche wurde 1740 fertiggestellt. François-Xavier de Mérode führte am 15. August 1867 im Auftrag von Papst Pius IX. die kanonische Krönung des Marienbildnisses Virga Jesse durch.
Im November 1944 wurde die Kirche und die angrenzenden Häuser von einer V1-Rakete schwer beschädigt. 16 Menschen kamen ums Leben. Die Virga-Jesse-Statue, die sich in der Mitte der Kirche befand, war unter den Trümmern fast unbeschädigt. Der Wiederaufbau der Kirche konnte 1951 abgeschlossen werden. Seit 1980 steht die Basilika unter Denkmalschutz. Am 6. Mai 1998 erhob Papst Johannes Paul II. die Liebfrauenkirche zu einer Basilica minor, wobei sie auch ihren heutigen Namen erhielt.

## Ausstattung
Wichtigster Teil der Kirchenausstattung ist die gotische Eichenholzstatue der Virga Jesse aus dem 14. Jahrhundert. Aus der Kirche der aufgelösten Zisterzienserinnenabtei Herkenrode wurden 1802 einige Kunstschätze in die Liebfrauenkirche überführt, so der barocke Altar von Jean Del Cour (1631–1707) und zwei Grabmale von Äbtissinnen, das Marmorgrab der Äbtissin Anna Catharina de Lamboy von Artus Quellinus dem Jüngeren und das Grab der Äbtissin Barbara de Rivière d’Arschot von Laurent Delvaux. Im Portal hängt ein Wandteppich mit der Virga Jesse zugerechneten Wundern, im Chor ein Polychrombild aus dem 14. Jahrhundert der Virga Jesse. Aus Anlass der Feierlichkeiten der Virga Jesse wurden 1982 und 1989 jeweils ein Kirchenfenster und 1996 ein gläserner Altar gestiftet, 2003 ein Carillon mit 16 Glöckchen.
Die Orgel wurde um 1860 vom Orgelbauer Arnold Clerinx für die Kirche St. Elisabeth in Antwerpen gefertigt. Sie befindet sich seit 1952 in der Basilika. 2003 wurde sie restauriert.

## Prozession
Seit 1682 wird alle sieben Jahre eine prachtvolle Prozession mit der Marienfigur veranstaltet, um die sich ein Volksfest entwickelt hat. Die Veranstaltung wurde 2009 zum immateriellen Kulturerbe in Flandern aufgenommen.